# 折原あやの
折原 あやの（おりはら あやの、1988年7月22日 - ）は、大阪府出身のモデル、女優。
ホリプロ系列のモデルエージェンシー「Booze」（ブーズ）に所属していた。

## 略歴
- 高校卒業後、歯科衛生士の資格を取得し、2年間歯科医院で勤務をしていた[1]。
- 第36回「ホリプロタレントスカウトキャラバン」に応募。面接には落ちたが、その帰りに今の所属エージェンシー[いつ?]のマネージャーにスカウトされ、所属に至った。
- 2013年から6代目「ミス納豆」として活動。2015年に浜口順子、佐々木もよこに引き継がれるまで2年間務めた。

## 人物
- 様々な習い事をしていたようで、書道、剣道、ピアノ、英会話、など。
- 資格は、剣道4級、茶道、華道、歯科衛生士、など。
- 好きな食べ物は、りんご飴とスイカ。
- 苦手な飲み物は、水とミルクティー、チャイ（Ustream生放送にて）。
- 大阪弁と標準語を切り替えてすぐに話すことができる。
- 青い森鉄道のモーリーというゆるキャラと新薬師寺にある十二神将の伐折羅をこよなく愛しているそう。
- マネージャーからは、おりふぁらと呼ばれている。

## 出演

### 映画
- 家（2013年） - 小鈴 役

### 舞台
- DOWN TOWN HOTEL（2012年6月27日 - 7月1日、千本桜ホール）
- タンバリンプロデューサーズ公演「舞台 新耳袋3〜喫茶店奏鳴曲（カフェ・ソナタ）〜」（2014年4月2日 - 6日、中野ザ・ポケット）[2]

### テレビ
- 虎バン（2015年3月28日 - 、朝日放送・スカイA)

### CM
- 大阪ガス SIセンサーコンロ「憧れのキッチンライフ」篇、「朝グリル昼グリル晩グリル」篇
- ベルヴィ盛岡 オープン告知
- ショップチャンネル 春のイベント

### その他
- WELLA[要説明]
- FYTTE（学研プラス）
- 桂由美ショー
- 奈良まほろば館 トークイベント
- みなとみらい QUEEN'S EAST My Favorite コンテストファッションショー
- ASIA BEAUTY EXPO 2014